# Konniți, Haskovo
Konniți (în bulgară Конници) este un sat în comuna Ivailovgrad, regiunea Haskovo,  Bulgaria. 

## Demografie
Componența etnică a satului Konniți
     Turci (65,16%)
     Bulgari (6,74%)
     Nicio identificare (28,08%)
     Altele (0%)
La recensământul din 2011, populația satului Konniți era de 89 locuitori. Din punct de vedere etnic, majoritatea locuitorilor (65,16%) erau turci, cu o minoritate de bulgari (6,74%). Pentru 28,08% din locuitori nu este cunoscută apartenența etnică.